# (34189) Ambatipudi
2000 QD48 (asteroide 34189) é um asteroide da cintura principal. Possui uma excentricidade de 0.10185930 e uma inclinação de 6.53106º.
Este asteroide foi descoberto no dia 24 de agosto de 2000 por LINEAR em Socorro.